# Ault (Colorado)
Pour les articles homonymes, voir Ault.
Ault est une ville américaine située dans le comté de Weld dans le Colorado.
Selon le recensement de 2010, Ault compte 1 519 habitants. La municipalité s'étend sur 0,79 milles carrés (2,05 km2).
La ville est d'abord appelée Burgdorf, en l'honneur de Charles W. Burgdorf du Union Pacific Railroad. Elle prend par la suite le nom d'Alexander Ault, un meunier local.

## Démographie
| 1910 | 1920 | 1930 | 1940 | 1950 | 1960 |
| ---- | ---- | ---- | ---- | ---- | ---- |
| 569  | 769  | 737  | 761  | 866  | 799  |

| 1970 | 1980  | 1990  | 2000  | 2010  | - |
| ---- | ----- | ----- | ----- | ----- | - |
| 841  | 1 056 | 1 107 | 1 432 | 1 519 | - |